# آلبرت جی. لیبچبر
 آلبرت جی. لیبچبر (انگلیسی: Albert J. Libchaber؛ زادهٔ ۲۳ اکتبر ۱۹۳۴) یک فیزیک‌دان اهل فرانسه است.